# Војна база Гвантанамо
Морнаричка база Гвантанамо или база Гвантанамо (енгл. Guantanamo Bay Naval Base) је територија у заливу Гвантанамо на острву Куба под контролом Сједињених Америчких Држава.

## Статус
Територија обухвата 120 km² и на њој се налази поморска база Америчке ратне морнарице. База Гвантанамо је подигнута након шпанско-америчког рата 1898. године. Налази се у заливу Гвантанамо на југоистоку острва Куба, 15 km од истоименог града. То је најстарија америчка војна база ван територије Сједињених Држава, а једина војна база у земљи са којом Сједињене Државе немају дипломатске односе. 
Кубанска влада се противи присуству поморске базе, тврдећи да је Кубанско-амерички уговор из 1903. године, који је дозволио изградњу базе, неважећи по међународном праву, јер Куба није била суверена држава у то време. Сједињене Државе игноришу тај став.

## Затвор Гвантанамо Беј
Од 2002. године, у поморској бази налазио се и војни затвор "Гвантанамо Беј" који је био логор за лица осумњичена да помажу терористе, као и за заробљенике из Авганистана и касније Ирака. Јануара 2009. године, председник Барак Обама је потписао налог којим се затвор  распушта.

Међутим и поред тога затвор је још увек у употреби (2019 са око 40 затвореника).